# أتلتيكو كوليجياليس
نادي أتلتيكو كوليجياليس (بالإسبانية: Club Atlético Colegiales) هو نادي كرة قدم من حيّ كواترو موجونيس في لامباري ، باراغواي . تأسس في عام 1977.